# Björne Väggö
Björne Viktor Väggö (* 9. September 1955 in Malmö) ist ein ehemaliger schwedischer Degenfechter.

## Karriere
Bei den Olympischen Spielen 1984 in Los Angeles nahm Björne Väggö an den Fechtwettbewerben mit dem Degen im Einzel und mit der Mannschaft teil. Im Einzel erreichte er das Finale, in dem er Philippe Boisse mit 5:10 unterlag und damit die Silbermedaille gewann. Mit der Mannschaft schied er im Viertelfinale aus und belegte zum Abschluss den fünften Rang.